# Урочище сонцевиків
Урочище сонцевиків — ентомологічний заказник на території Сумської області.

## Географія
Розташований в межах системи річки Стрілка.

## Біорізноманіття
На території заповідника помічені наступні види: головчак мозаїчний, ропуха зелена, вуж звичайний, ящірка прудка, бджолоїдка, одуд, припутень, дукачик непарний, жовна сива, синьошийка, сорокопуд-жулан, дятел сирійський.